# Otome wa Boku ni Koishiteru
Otome wa Boku ni Koishiteru (яп. 処女はお姉さまに恋してる отомэ-ва боку-ни кой ситэру), также известная под названием Otoboku (яп. おとボク) — японская компьютерная игра, выпущенная фирмой Caramel Box (Kyarameru BOX) в 2005 году для платформы Microsoft Windows. Позже по ней было сделано ТВ-аниме. История повествует о Мидзухо Миянокодзи, похожем на девушку ученике, который по воле своего дедушки переводится на учёбу в женскую академию.
Первоначально игра была выпущена в версии для PC как игра «для взрослых». Затем, в 2006 году, она была портирована на платформы PlayStation 2 и PlayStation Portable, уже без ограничений по возрасту. Позднее, 30 июня 2010 года, было выпущено продолжение игры под названием Otome wa Boku ni Koishiteru: Futari no Elder. Эта игра, как и её предшественница, первоначально была разработана для Microsoft Windows и затем портирована на PSP. Главным героем здесь является перешедший в женскую академию ученик по имени Тихая Кисакиномия.
На основе оригинальной игры была создана манга, которая выпускалась в журнале Dengeki Daioh издательства ASCII Media Works. Манга, созданная на основе Futari no Elder выпускалась в журнале Comp Ace издательства Kadokawa Shoten. На основе оригинальной игры были созданы романы лайт-новел, артбуки, а также радиопостановки и несколько музыкальных альбомов. 12-серийное аниме, созданное на студии Feel, было показано в Японии в период с октября по декабрь 2006 года, а в апреле 2007 года была выпущена OVA. Аниме было лицензировано компанией Media Blasters, выпустившей его на трёх DVD-дисках. Оно было подвергнуто резкой критике со стороны обозревателей из Anime News Network, которые описывали сериал, как «абсолютно неоригинальный, с неприятными ляпами и техническими недостатками». В обзоре от Mania Entertainment сериал был назван «абсолютно предсказуемым и безвкусным».
Название игры в её первоначальном варианте записывалось 処女はお姉さまに恋してる (Сёдзё-ва о-нээ-сама-ни кой-ситэру, дословно: «девы любят старшую сестру»), но над словом 処女 (сёдзё, «дева, девственница») надписывалась фуригана «отомэ» (то есть 乙女, тоже «дева», «девушка»), а над словом お姉さま (о-нээ-сама, «старшая сестра») — фуригана «боку» (то есть 僕, местоимение 1-го л., используемое преимущественно мужчинами). Позже, когда игра была портирована на Playstation, название заменили на 乙女はお姉さまに恋してる, с сохранением прежней фуриганы. Такая же запись названия была использована и в аниме-версии. Помимо полного, используется также сокращённое название «отобоку».

## Геймплей

Пример диалога в игре. Мидзухо разговаривает с Кэй (слева) и Сион (справа).

Otome wa Boku ni Koishiteru — романтический визуальный роман, в котором игрок берёт на себя роль Мидзухо Миянокодзи. Геймплей требует некоторого взаимодействия от игрока, основу игрового процесса составляет чтение появляющегося на экране текста, описывающего историю или отражающего диалог. В игре предусмотрено несколько концовок. Сюжет игры развивается в зависимости от принятых игроком решений.
Всего в игре шесть сюжетных линий, которые игрок может открыть. Время от времени игроку даётся выбор из нескольких вариантов ответа. Игра приостанавливается до тех пор, пока игроком не будет принято решение. Чтобы открыть все сюжетные линии, игроку необходимо переиграть несколько раз и принять разные решения на одном моменте, развив сюжет в ином направлении. Каждый сценарий поделён на восемь серий (сюда также включены пролог и эпилог). По окончании одной серии появляется краткое описание того, о чём будет следующая. Действие каждой серии происходит в одном из месяцев с июня по март. Пролог размещён между второй и третьей сериями.
В оригинальной версии игры присутствуют сцены эротического характера. Когда игра была портирована на консоль PlayStation 2, геймплей претерпел некоторые изменения. В частности, были убраны все эротические сцены и какие-либо намёки на физическую близость между персонажами.
К игре также имеется десять дополнительных серий и одна специальная.
В сиквеле Otome wa Boku ni Koishiteru: Futari no Elder главным героем игры выступает Тихая Кисакиномия, а второстепенным — Каоруко Нанахара. Здесь доступно шесть сюжетных линий для каждой из героинь и эротические сцены, убранные в версии игры для PlayStation Portable.

## Сюжет

### Сеттинг
Действие происходит в частной женской школе Сэйо, которая также именуется Seio Jogakuin Christian Education. Школа была основана в 1886 году предком Мидзухо. Первоначально учебное заведение планировалось назвать Женская Академия Кэйсен (яп. 恵泉女学院 Кэйсен Дзёгакуин). Однако впоследствии выяснилось, что это название совпадает с названием реально существующей школы, и оно было заменено на Женская Академия Сэйо (яп. 聖應女学院 Сэйо Дзёгакуин, 聖応女学院). Также действие разворачивается в строении под названием Сакура-яката (яп. 櫻館) и четырёх бывших общежитиях.

### История
Главный герой, Мидзухо, был учеником одной из престижных частных школ. Однако, по завещанию, оставленному дедушкой, ему пришлось перевестись в школу для девочек, естественно, под видом девочки. Поначалу, помимо руководства школы, о том, что он мальчик, знала лишь его подруга детства, Мария, которая и помогала ему с обустройством. Однако, практически сразу об этом догадалась ещё одна его одноклассница, Сион, которая, впрочем, хранила это в тайне. Прочие же ученицы так и оставались до последнего момента в неведении, при этом, благодаря качествам Мидзухо, прониклись к нему таким уважением, что даже выбрали его «старшей сестрой» (エルダー・シスター, Elder syster) школы. Этот титул получала самая уважаемая ученица школы, прочие же ученицы должны были обращаться к ней «онээ-сама».
Выборы являются старейшей традицией Академии Сэйо; каждый июнь одна из учениц избирается «старшей сестрой». Чтобы стать «старшей сестрой», кандидат должен набрать не менее 75 % голосов. Если ни одному из кандидатов не удастся набрать нужного количества в первом туре, то один из кандидатов передаёт свои голоса другому, и таким образом выявляется победитель. Если в выборах никто не участвует, то «старшей сестрой» становится президент школьного совета. Мидзухо получает 82 % голосов в первом туре и становится 72-й «старшей сестрой» в истории школы. После этого популярность Мидзухо ещё более возрастает, и он становится символом совершенства школы. В последующие месяцы Мидзухо намного лучше узнаёт своих одноклассниц и помогает им в решении проблем.

## Персонажи
- Мидзухо Миянокодзи (яп. 宮小路 瑞穂 Мияноко:дзи Мидзухо)

День рождения — 12 мая, группа крови A, рост 173 см.
Главный герой. Мальчик, по завещанию дедушки поступивший в школу для девочек. Его настоящая фамилия «Кабураги», но в школу его записали под девичьей фамилией матери. Обладает достаточно женственной внешностью (внешне он похож на мать), у него длинные волосы, поэтому особых проблем с изображением из себя девочки у него не возникло, хотя, конечно, стиль речи и поведение ему пришлось менять. В школе, где Мидзухо учился до этого, он был одним из лучших учеников, также изучал различные искусства, в частности, кэндо, каратэ, айкидо, фехтование, японские и европейские танцы, искусство чайных церемоний, икэбану… Благодаря этому Мидзухо быстро заслужил уважение большинства учениц новой школы, так что его даже выбрали «старшей сестрой». Прежде он вёл себя пассивно, стараясь не вмешиваться в чужие дела, но став «старшей сестрой» и ощущая ответственность, постепенно стал стараться всё больше и больше участвовать в жизни других, помогая им в решении их проблем.
Сэйю: Хориэ Юи
- Сион Дзюдзё (яп. 十条 紫苑 Дзю:дзё: Сион)

День рождения — 21 марта, группа крови AB, рост 173 см.
Одноклассница Мидзухо. Родом из благородной семьи, хотя и не превозносится этим. Практически с первого же дня поняла, что Мидзухо — мальчик, но не стала раскрывать его тайну. Одна из лучших учениц, однако, по причине болезни, была вынуждена пропустить целый год. Перед этим она была избрана «старшей сестрой», однако, заболев, не смогла осуществлять эти обязанности, поэтому чувствовала себя виноватой; поддерживая Мидзухо как «старшую сестру», видит в этом возможность отчасти искупить свою вину. По характеру тихая и спокойная. Как и сам Мидзухо, носит длинные волосы. Об её внешнем виде Мидзухо сказал «Такой красивой женщины я ещё не встречал». Член кружка чайных церемоний, в которых отлично разбирается.
Сэйю: Мацураи Мию
- Мария Микадо (яп. 御門 まりや Микадо Мария)

День рождения — 8 июня, группа крови 0, рост — 161 см.
Родственница и подруга детства Мизухо. Как и Сион, происходит из благородной семьи, однако, в отличие от последней, совершенно не ведёт себя как «онэ-сама» (お姉さま). Чтобы не жить со слишком заботливыми родителями, живёт в доме при школе, куда потом поселился и Мидзухо. Сильно интересуется модой. Ещё в детстве, играя с Мидзухо, любила наряжать его в женскую одежду, поэтому с энтузиазмом взялась за внедрение Мидзухо в женское общество. В их отношениях с Мидзухо она всегда лидировала, и сейчас собиралась постепенно вовлечь его в жизнь школы, однако, став «старшей сестрой», Мидзухо сам продвинулся далеко вперёд, из-за чего Мария испытывала некоторую обиду.
Сэйю: Асано Масуми
- Кана Суоин (яп. 周防院 奏 Суо:ин Кана)

День рождения — 26 августа, группа крови 0, рост — 140 см.
Несколько застенчивая девочка, кохай Мидзухо и Марии. Помогает по хозяйству Мидзухо. Об её родителях неизвестно, она воспитывалась в приюте, и её нынешняя фамилия происходит от фамилии директора приюта. От неё же получила большой бант, которым дорожит больше всего и постоянно носит на голове, хотя это и стало причиной конфликта со школьным советом. Очень любит клубнику. Член театрального кружка.
Сэйю: Канда Акэми
- Юкари Камиока (яп. 上岡 由佳里 Камиока Юкари)

День рождения — 18 февраля, группа крови A, рост 152 см.
Ещё одна кохай Мидзухо и Марии, живёт в том же доме, помогает Марии. Умело готовит, но при этом очень любит гамбургеры. В учёбе не сильна. Она происхождением из обычной, не благородной семьи, и потому смущается того, что она не ведёт себя, как леди. Боится призраков и страшных историй про них, также боится летать в самолётах. Член кружка по бегу.
Сэйю: Мацумото Аяно
- Итико Такасима (яп. 高島 一子 Такасима Итико)

День рождения — 24 ноября, группа крови B, рост 154 см.
Бывшая ученица школы, училась там больше 20 лет назад. Испытывала особую любовь к Кохо, матери Мидзухо, которая в то время была «старшей сестрой». Однажды, будучи больной, пришла в комнату Кохо, и, не дождавшись её, умерла, став призраком. Она была обнаружена спустя какое-то время после поселения в этой комнате Мидзухо, при этом, поначалу, Итико даже не знала, что она призрак. После этого её решили оставить жить в доме (тем более, что покинуть его она всё равно не могла, хотя в аниме-версии здесь есть исключения). Поскольку она жила в комнате Мидзухо, Мария сразу сообщила ей, что Мидзухо — мальчик.
По характеру светлая и романтичная. Будучи призраком, не может брать в руки предметы, но может прикасаться к людям (но в аниме — лишь тогда, когда они сами этого хотят). В минуты возбуждения может говорить очень быстро.
Сэйю: Гото Юко
- Такако Ицукусима (яп. 厳島 貴子 Ицукусима Такако)

День рождения — 16 ноября, группа крови B, рост — 165 см.
Председатель школьного совета. До появления Мидзухо была наиболее вероятным кандидатом на роль «старшей сестры». Очень ценит традиции школы, поэтому кандидатура Мидзухо, который появился внезапно посреди учебного года и почти сразу был предложен в «старшую сестру», вызывала у неё решительные возражения. И в дальнейшем их отношения долгое время оставались напряжёнными, тем более, что она сама не могла понять, кто он ей — друг, или враг. С Марией, с которой она знакома уже достаточно давно, отношения и вовсе конфликтные. К своим обязанностям председателя школьного совета относится со всей серьёзностью, поэтому пользуется популярностью у учениц. С неприязнью относится к мужчинам. Боится призраков. Сильно возбудившись, может потерять сознание.
По ходу сериала влюбилась в Мидзухо и очень смущалась тому, поскольку не знала что он парень. Однако узнав об этом к концу аниме, когда Мидзухо случайно раскрыл себя спасая её от похитителей, не стала выдавать его секрет и не перестала его любить.
Сэйю: Такахаси Тиаки
- Кэй Таканаси (яп. 小鳥遊 圭 Таканаси Кэй)

Одноклассница Мидзухо, интересуется мистикой и гаданиями, но даже когда говорит о том, что её интересует, её лицо остаётся невозмутимым. Очень любит удивлять других людей. Председатель театрального кружка. Сама часто играет мужские роли. Именно она поручила Кане на школьном празднике главную роль, а также роли Ромео и Джульетты соответственно Мидзухо и Такако.
Сэйю: Синдо Кэй

## Разработка
Otome wa Boku ni Koishiteru является четвёртым визуальным романом, разработанным компанией Caramel Box. Сценарий к игре написала Ая Такая, впервые участвовавшая в процессе разработки игры от Caramel Box. Созданием графики и дизайна персонажей занималась Норита, ранее уже работавшая художником при создании игры Blue. Иллюстрации с использованием супердеформации были нарисованы игровым дизайнером Ёдой. Музыка создавалась группой Zizz Studio.

### История релиза
Демонстрационная версия игры Otome wa Boku ni Koishiteru стала доступной для скачивания на официальном сайте игры. Впервые игра была выпущена 28 января 2005 года в ограниченном издании на 2-х CD-дисках. Ограниченное издание поставлялось в комплекте с книгой под названием Tsunderera. Обычное издание вышло 18 февраля 2005. Первоначально оно содержало этикетку ограниченного издания. Дополненное издание с полным озвучиванием персонажей было выпущено 28 апреля 2006 года в формате DVD. 27 мая 2011 года вышла версия игры, совместимая с операционными системами Windows Vista и Windows 7. Игра Otoboku была лицензирована компанией MangaGamer для издания на английском языке.
24 июня 2005 года Caramel Box выпустила фанатский диск Otoboku, являющийся частью коллекции Caramel Box Yarukibako. Диск содержал дополнительные сценарии, расширяющие историю оригинального визуального романа; в комплекте к диску прилагалась маленькая статуэтка. 26 января 2007 года коллекция была переиздана под новым названием Caramel Box Yarukibako Fukkoku-ban. Второй фанатский диск вышел 19 октября 2007 года как часть коллекции Caramel Box Yarukibako 2. В нём также содержались дополнительные сценарии к игре. Компания Alchemist 29 декабря 2005 года выпустила версию игры для приставки PlayStation 2, удалив из неё элементы «для взрослых». Дополнительные сценарии, включённые в PS2-версию, были написаны Киити Кано. Версия игры для iOS с содержанием эротических сцен (доступных только в сюжетной линии Сион) выпускалась в шести сборниках в период между 29 марта и 4 июня 2010 года. Версия игры для PlayStation Portable под названием Otome wa Boku ni Koishiteru Portable была выпущена 29 апреля 2010 года компанией Alchemist.

### Сиквел
Продолжение оригинальной игры под названием Otome wa Boku ni Koishiteru: Futari no Elder (яп. 処女はお姉さまに恋してる ～2人のエルダー～) было выпущено 30 июня 2010 года в ограниченном издании в формате DVD. Над созданием игры работали те же сотрудники, что ранее создали Otoboku. Ограниченное издание поставлялось в комплекте с 96-страничным справочником, набором карт от Lycèe Trading Card Game и сопутствующим товаром в виде кошелька. Демонстрационная версия игры доступна для скачивания на официальном сайте игры. Обычное издание начало выпуск 30 июля 2010 года. В игре Futari no Elder появляются элементы и персонажи из романа Sakura no Sono no Étoile, написанного автором сценария Otoboku. Также дата выпуска совпадает с сюжетной датой избрания 75-й «старшей сестры». PSP-версия под названием Otome wa Boku ni Koishiteru Portable: Futari no Elder была выпущена 28 апреля 2011 года компанией Alchemist. Доступный для скачивания через PlayStation Store релиз игры для PlayStation Portable был выпущен 1 декабря 2011 года той же компанией.

## Медиа-издания

### Романы
Автором Саки Мураками на основе оригинальной игры было создано два романа, которые в публикации компании Paradigm вышли в свет соответственно в июне и августе 2005 года в Японии. Первый роман называется Imprisoned Princess: Sion Chapter (яп. 囚われの姫君～紫苑編～ Toraware no Himegimi ~Shion-hen~) (его главной героиней является Сион), а второй — Perplexed Juliet: Takako Chapter (яп. とまどうジュリエット～貴子編～ Tomadou Jurietto ~Takako-hen~) (его главная героиня — Такако). В обоих романах наличествует эротическое содержание. Книга Otome wa Boku ni Koishitery, написанная Тихиро Минагавой и проиллюстрированная Умэ Аои, была опубликована компанией Jive в августе 2005 года; её сюжет разворачивается вокруг Такако. Сценарий Сион был преобразован в электронную книгу для устройства iPhone, которая выпускалась в период между 29 марта и 4 июня 2010 года. Полуофициальный роман был написан Аей Такаей, автором сценария оригинальной игры. Роман назывался Sakura no Sono no Étoile (яп. 櫻の園のエトワール Sakura no Sono no Etowāru, букв. Étoile in the Cherry Orchard) и содержал иллюстрации от Нориты. Состоял роман из двух коротких историй, продолжающих историю Такако. Завершённое издание романа было уже официально опубликовано компанией Enterbrain 25 декабря 2007 года.
Три книги, написанные Тасуку Сайгой на основе игры Futari no Elder, публиковались Paradigm между 30 сентября и 19 января 2011 года. Сюжет первой книги был сосредоточен на Каоруко Нанахаре, второй — на Каори Камитике, и третьей — на Утано Сасо. Книга Otome wa Boku ni Koishiteru ~Futari no Elder~ Knight no Kimi no Love Romance (яп. 処女はお姉さまに恋してる 〜2人のエルダー〜 騎士の君のラブロマンス, букв. Otome wa Boku ni Koishiteru ~Futari no Elder~: Love affair of Knight no Kimi), написанная Рэйдзи Май и проиллюстрированная Сэйдзу Нанаки, была опубликована Kill Time Communication 3 декабря 2010 года. Все четыре романа содержали эротику. Ещё один роман, Otome wa Boku ni Koishiteru 2: Futari no Elder (яп. 乙女はお姉さまに恋してる2 二人のエルダー), был создан Аей Такаей и выпущен 25 декабря 2010 года. Эротическая составляющая в нём отсутствовала.

### Манга
Манга по мотивам оригинальной игры была нарисована Канао Араки и публиковалась в японском журнале Dengeki Daioh издательства ASCII Media Works между ноябрём 2006 года и августом 2008 года. Этим же издательством были выпущены два танкобона, 27 августа 2007 года и 27 сентября 2008 года соответственно. Ёнкома была опубликована издательством Enterbrain в 12-ти антологиях комиксов, выпускавшихся в период между 26 марта 2007 года и 25 марта 2009 года.
Манга-адаптация игры Futari no Elder была создана Акуру Уира и публиковалась в период между июлем 2010 года и февралём 2012 года в журнале Comp Ace издательства Kadokawa Shoten. Публикация манги в трёх томах происходила с 26 ноября 2010 года по 26 января 2012 года. Три тома ёнкомы публиковались Enterbrain с 26 сентября 2010 года по 29 января 2011 года. Издательством Ichijinsha с 25 октября по 25 ноября 2010 года были выпущены две антологии комиксов.

### Радиопостановка
Радиопостановка под названием Seio Girls' Academy Broadcasting Station (яп. 聖應女学院放送局 Seiō Jogakuin Hōsōkyoku) выходила в эфир в период между 5 октября 2006 года и 27 марта 2008 года. Вещание проходило каждый четверг, в постановке принимали участие Мию Мацуки и Юко Гото, исполнявшие роли Сион Дзюдзё и Итико Такасимы соответственно, а также другие приглашённые актёры. Всего пьеса, повествующая об обычной жизни персонажей, состоит из 74 выпусков, которые были объединены в 13 частей. Выпуски радиопостановки были перенесены на 4 CD-диска и выпускались с 9 мая 2007 года по 6 февраля 2008 года.

### Аниме
Аниме-адаптация была создана на студии Feel, режиссёром выступил Мунэнори Нава. Сценарий к аниме был написан Кацуми Хасэгавой, а созданием дизайна персонажей, основанного на концепции оригинальной игры, занималась Норико Симадзава. Показ сериала, состоящего из 12-ти серий, начался 6 октября и закончился 24 декабря 2006 года. Трансляция велась по таким каналам, как TV Kanagawa и Chiba TV. Серии были выпущены в четырёх DVD-сборниках, которые в Японии поставлялись в ограниченном и обычном изданиях. Дополнительная OVA-серия была частью последнего ограниченного издания, выпущенного 4 апреля 2007 года. Компания Media Blasters выпустила основной сериал и OVA с английскими субтитрами в формате DVD. Выпуск сериала, лицензированного под названием Otoboku: Maidens Are Falling For Me!, проходил с 24 июня по 7 октября 2008 года.

### Музыка и аудиодиски
В визуальном романе Otome wa Boku ni Koishiteru всего содержится три основных песни: открывающая тема You Make My Day! (исполнитель — Юрия), закрывающая тема Itoshii Kimochi (яп. いとしいきもち) (исполнитель — Юй Сакакибара) и песня Sayonara no Sasayaki (яп. さよならの囁き). Оригинальный саундтрек игры под названием Maiden’s Rest был выпущен в Японии 25 февраля 2005 года. Игра Futari no Elder содержит четыре основных песни: открывающую и закрывающую композиции, а также две песни, звучащие в самой игре — Utsuriyuku Hana no Yōni (яп. 移りゆく花のように) и Kimi no Mama de (яп. 君のままで). Для Windows-версии игры открывающей темой является Underhanded Girl (яп. アンダーハンデッド・ガール) а закрывающей — Hidamari no Naka e (яп. 陽だまりの中へ) (в исполнении Аки Мисато). Для версии PSP открывающая и закрывающая темы были заменены на Crystal Wish и Tamerai, Fuwari (яп. ためらい、ふわり。) соответственно. Альбом с песнями из игры Futari no Elder был выпущен компанией Lantis 26 мая 2010 года. 27 апреля 2011 года этой же компанией был выпущен сингл, содержащий песни из игры Futari no Elder для PSP.
В качестве открывающей и закрывающей тем для аниме было создано два сингла: Love Power и Beautiful Day. В 11-й серии аниме звучит песня Again. Оба сингла были выпущены 25 октября 2006 года King Records. Саундтрек из аниме был выпущен 22 ноября 2006 года. Также были выпущены три альбома с песнями character song, исполненных сэйю. Первый альбом содержал песни Юй Хориэ, Мию Мацуки и Масуми Асано. Второй альбом содержал песни Аяно Мацумото Акэми Канда и Юко Гото. Третий альбом был записан Тияки Такахаси, Мадокой Кимурой и Юй Сакакибарой. CD-диски и записями выпускались с 26 июля по 21 сентября 2006 года.
На основе Otoboku было создано семь Drama CD. Первая радиодрама, основанная на визуальном романе, была выпущена 22 сентября 2005 года. Четыре другие, основанные на аниме, выпускались с 25 октября 2006 года по 11 апреля 2007 года. Радиодрама на основе романа Sakura no Sono no Étoile была выпущена 29 января 2010 года. И последняя постановка, в основу которой легла дополнительная серия из диска Caramel Box Yarukibako, была выпущена 29 января 2010 года.

## Отзывы и критика
Согласно классификации успешности продаж бисёдзё-игр в Японии, релиз ограниченного издания Otome wa Boku ni Koishiteru занял в ней второе место. В последующие две недели после выпуска ограниченное издание получило четвёртое место из 50-ти возможных. Релиз обычного издания для Windows занял шестое место и оставался в списке на протяжении одного с половиной месяца, до середины апреля 2005 года. В мае 2005 года игра снова попала в топ 50 игр, поочерёдно заняв 38-е и 49-е место. DVD-издание для Windows заняло 13-е место, а в следующем месяце имело сначала 43-е, а затем 33-е место. С мая по июнь 2010 года Otome wa Boku ni Koishiteru: Futari no Elder являлась третьей игрой по числу предварительных заказов в Японии. В июне 2010 года она заняла второе место по числу продаж компьютерных игр в Японии.
Два первых DVD-издания аниме от Media Blasters были рассмотрены на сайте Anime News Network. В обзоре первого DVD обозреватель Карл Кимлинджер крайне негативно отозвался о сериале, в частности отметив, что первые три серии «совершенно безвкусны». Было также отмечено, что женская католическая школа, очень похожая на аналоги из сериалов Maria-sama ga Miteru и Strawberry Panic!, «очень плохо воспринимается визуально». Второе DVD-издание тоже не заслужило одобрения. К тому же было отмечено, что в сериале «много ляпов и технических недостатков».
Аниме также было рецензировано на Mania Entertainment. По словам Криса Бевериджа, аниме частично напомнило ему сериалы Princess Princess и Strawberry Panic, особенно в моментах присвоения статуса «старшей сестры». Сериал был обозначен, как «создающий атмосферу, заставляющую проникнуться симпатией к персонажам, переживать за них и радоваться их общению, что очень хорошо смотрится, хотя ничем особенным и не выделяется». В обзоре второго DVD Беверидж сказал, что сериал продолжает «сильно предсказуемую сюжетную линию, которая, хоть и забавна, но всё же быстро забывается». Беверидж также писал, что «все персонажи очень милы, хорошо прорисованы, отличаются индивидуальностью, однако никакого развития от них ждать не следует».